# Kagurabachi
Kagurabachi (カグラバチ?)  è un manga scritto e disegnato da Takeru Hokazono, serializzato sulla rivista Weekly Shōnen Jump di Shūeisha a partire dal 19 settembre 2023.
Kagurabachi ha vinto il Next Manga Award nella categoria cartacea nel 2024.

## Trama
Chihiro Rokuhira è il figlio di Kunishige Rokuhira, un rinomato fabbro che ha forgiato sei spade incantate che hanno avuto un ruolo determinante nel porre fine un conflitto chiamato "Guerra Seitei". Dopo aver vissuto nascosti, i Rokuhira vengono scoperti e attaccati da una banda criminale di stregoni chiamata Hishaku, che uccidono Kunishige e poi rubano le spade incantate. Armato di una settima spada chiamata Enten, Chihiro intraprende un sanguinoso percorso di vendetta e giustizia per distruggere gli Hishaku e reclamare le spade rubate.

## Personaggi

### Gruppo di Chihiro
Chihiro Rokuhira (六平 千鉱?, Rokuhira Chihiro)
Figlio di Kunishige Rokuhira. Durante l'infanzia, Chihiro si è formato come forgiatore di spade sotto la guida del padre, sperando di seguire le sue orme. Dopo che suo padre fu ucciso e le spade incantate che aveva creato furono prese, Chihiro giurò vendetta. Prese l'ultima spada di suo padre, Enten, e si allenò con essa allo scopo di trovare gli assassini di suo padre. Agisce solitamente in modo stoico e distaccato, ma occasionalmente può mostrare compassione, gentilezza e affidabilità verso gli altri. Sebbene cerchi vendetta, non permette che civili innocenti vengano catturati nel fuoco incrociato delle sue battaglie. Con Enten, può creare tagli proiettati magicamente, assorbire energia per un uso successivo e aumentare le sue capacità fisiche. L'acuta capacità di osservazione di Chihiro, ereditata dal padre, gli ha inoltre permesso di diventare uno spadaccino migliore nel corso del tempo; è stato in grado di apprendere e padroneggiare lo stile di combattimento di spadaccini esperti come Yoji Uruha, Seiichi Samura e Iori Samura, senza insegnamenti diretti, avendo osservato e imitato i movimenti altrui.
Togo Shiba (柴登 吾?, Shiba Tōgo)
Un amico di famiglia di Chihiro e Kunishige. Come Chihiro, cerca anche lui di vendicare Kunishige. È uno stregone estremamente forte e talentoso, specializzato nel teletrasporto. Lavorava per il Kamunabi, ma ha lasciato l'organizzazione qualche tempo dopo che i Rokuhira sono entrati in clandestinità. Sebbene si comporti spesso in maniera infantile nonostante la sua età, Shiba fa del suo meglio per aiutare e proteggere Chihiro. Secondo Yura, il capo degli Hishaku, Shiba ha raggiunto l'apice della stregoneria.
Hinao (ヒナオ?)
Amica di Shiba e proprietaria del Cafe Haru Haru, che funge sia da bar sia da mezzo per fare in modo che Hinao possa mettere in contatto gli stregoni con i leader della yakuza o delle grandi corporazioni che necessitano dei loro servizi.
Char Kyonagi (鏡凪 シャル?, Kyōnagi Sharu)
Una giovane orfana che vive per strada e che, a quanto si dice, ha assistito alla comparsa di una spada incantata. Sojo la insegue per motivi strettamente legati alla sua eredità come membro del clan Kyonagi, noto per le sue abilità rigenerative. Oltre a poter guarire da quasi ogni ferita che riceve, Char può anche usare la sua abilità per guarire le ferite di altre persone. Per questo motivo è stata sottoposta a esperimenti da Sojo per le sue abilità.
Hakuri Sazanami (漣 伯理?, Sazanami Hakuri)
Un ex membro del clan Sazanami, che è stato rinnegato per la sua presunta debolezza e inutilità per il clan. Ha l'obbiettivo di smantellare il Rakuzaichi, l'asta illegale che la sua famiglia è incaricata di organizzare, e per questo si unisce alla causa di Chihiro. In verità, Hakuri aveva inconsciamente incanalato la sua energia spirituale in una dimensione in cui poteva trasportare oggetti. Per questo inizialmente non era in grado di usare l'attacco distintivo del clan Sazanami, l'Isou. Hakuri è in grado di usare sia l'Isou che il magazzino, un'impresa che solo il primo capo del clan Sazanami era in grado di fare. Anche dopo lo smantellamento del Rakuzaichi, Hakuri continua a lavorare al fianco di Chihiro, supportandolo nei suoi obiettivi.

### Kamunabi
Il Kamunabi (神奈備?, Kamunabi) è un'organizzazione di stregoni affiliata al governo con la missione di eliminare le minacce alla nazione nel suo complesso, e che per questo è notevolmente diversa dagli stregoni civili che generalmente si occupano di questioni più specifiche per le persone come le corporazioni o la Yakuza. Uno degli obiettivi più recenti dell'organizzazione è quello di ottenere le Spade Incantate, in modo da poterle utilizzare per mantenere la pace nel paese.
Soshiro Azami (薊 宗四郎?, Azami Sōshirō)
Azami è uno degli stregoni di più alto rango del Kamunabi e un vecchio amico di Kunishige e Shiba, avendo aiutato Kunishige a trovare un posto nascosto in cui risiedere, e in seguito funge da informatore di spicco per Chihiro alle spalle del Kamunabi, tentando anche di entrare in conflitto con il gruppo se la vita di Chihiro è minacciata. Azami è un combattente altamente abile ed esperto che ha combattuto nella Guerra Seitei. Ha dimostrato un'incredibile abilità nel combattimento ravvicinato ed è considerato da Uruha come possessore di un'abilità di combattimento paragonabile a quella di Hiyuki. La sua magia gli permette di creare fulmini di energia tra le dita. Agisce come un carnefice per i Kamunabi, decimando gli oppositori con la forza bruta.
Kudo (区堂?, Kudō)
Uno dei capi del Kamunabi, che indossa un apparato simile a una maschera antigas sul viso e tiene sempre un occhio chiuso. Anche lui, come Azami, era un sostenitore di Kunishige e aiutò a nasconderlo dopo la fine della Guerra Seitei. La sua stregoneria gli permette di inviare qualcuno in una certa direzione, anche attraverso muri e pavimenti.
Ichiki (壱鬼いちき?, Ichiki)
Uno dei leader di più alto rango del Kamunabi, oltre che il maestro di Shiba e Azami. È un uomo anziano e di bassa statura, arrivando solo alle gambe di Hiyuki e Tafuku. Dopo la fine della guerra, insieme a Shiba e Azami, Ichiki aiutò a trovare un posto dove Kunishige potesse nascondersi.
Izaru (亥猿?)
Uno dei capi del Kamunabi dotato di vistosi basettoni. Critica alcuni dei suoi colleghi per essere responsabili della posizione di Kunishige, incolpandolo del furto delle Lame Incantate e per questo motivo diffida di Chihiro.
Hiyuki Kagari (香刈 緋雪?, Kagari Hiyuki)
Hiyuki è un agente del Kamunabi considerata il suo stregone più forte. Si dice che sia l'unica persona in grado di opporsi a una Spada Incantata e brandisce l'Osso Fiammeggiante degli Affamati, che si dice possieda una forza pari a quella delle Spade Incantate. Hiyuki è una donna volitiva ma molto testarda e facilmente irritabile. Tuttavia, ritiene che la vita delle persone e la loro sicurezza vadano oltre ogni cosa e debbano sempre avere la priorità.
Tafuku Mihara (美原 多福?, Mihara Tafuku)
Tafuku è uno stregone del Kamunabi, che sembra un lottatore di sumo. È il partner di Hiyuki, e ha un carattere molto più passivo e cauto del suo. La sua stregoneria prevede la creazione di un dominio separato in cui hanno luogo le battaglie tra due combattenti, con il dominio che scompare una volta che la battaglia è considerata finita. Sebbene all'inizio siano nemici, impara presto a rispettare Chihiro.
Kiri Shirakai (白廻 斬?, Shirakai Kiri)
È una spadaccina d'élite dei Kamunabi e la nipote di Itsuo Shirakai, il creatore dello stile Iai dela purezza bianca. Uruha e Samura le avevano fatto da babysitter quando era bambina. A causa delle opinioni misogine di suo nonno sulle donne come spadaccine, Kiri giura di mettersi alla prova tagliandogli la testa. Kiri brandisce una spada lunga quanto il suo corpo.
Natsuki Misaka (御坂なつき?, Misaka Natsuki)
Spadaccino d'élite e capo squadrone dei Kamunabi. È il fratello minore di Misaka, il detentore originale di Kuregumo, ha combattuto al fianco di Ibuki e la loro abilità combinata li ha resi quasi inarrestabili in battaglia. Sebbene un tempo fosse candidato a ereditare il Kumeyuri, il Kamunabi scelse invece Uruha. Dopo la Guerra Seitei, Ibuki si ritirò dall'arte della spada, mentre Natsuki continuò ad allenarsi. Cerca di affrontare gli Hishaku per vendicare la morte del fratello.
Ikuto Hagiwara (萩原 幾兎?, Hagiwara Ikuto)
Ikuto è un membro d'élite del Kamunabi, il cui incantesimo Jikai gli conferisce poteri magnetici. È il comandante di uno squadrone di sei stregoni d'élite che hanno il compito di opporsi a Sojo.
Kazane Machi (真智 カザネ?, Machi Kazane)
Kazane è un membro dell'unità delle forze speciali anti-Sojo guidata da Ikuto all'interno del Kamunabi.
Shiyumi Harima (張間 梓弓?, Harima Shiyumi)
Shiyumi è un membro dell'unità delle forze speciali anti-Sojo guidata da Ikuto all'interno dell'organizzazione Kamunabi, il cui incantesimo Gansui le consente di erigere muri.

#### Masumi
I Masumi (巻墨?) sono un clan di ninja che hanno giurato fedeltà al Kamunabi alla loro fondazione dopo la fine della Guerra Seitei. Sono stati incaricati di proteggere Samura dopo la morte di Kunishige. Sono ferocemente leali al loro padrone e disposti a dare la vita per lui. Possono usare le loro abilità ninja per annullare qualsiasi odore o suono che producono sul campo di battaglia, il che consente loro di combattere in sicurezza al fianco di Samura, che attacca in base al suono. Dopo il tradimento di questi, uniscono le forze con Chihiro per combattere Samura e proteggere sua figlia Iori dagli Hishaku.
Ro (郎?, Rō)
Il comandante dei Masumi. Nonostante abbia più di 23 anni, ha l'aspetto di un bambino e viene scambiato spesso per tale. Nonostante non gli piaccia essere trattato come un bambino, non è contrario a usare il suo aspetto a suo vantaggio. Ha assunto una personalità simile a Samura, imitando i suoi occhiali da sole distintivi, e avendo un comportamento altrettanto brusco.
Sumi (炭?)
Una ninja con un tatuaggio a forma di croce sul lato destro del viso. Incontra Hakuri e Uruha alla stazione ferroviaria per trasportarli al tempio Senkutsuji. Una volta arrivata lì, si prende cura di Hakuri prima di unirsi a Samura e agli altri membri del clan nella battaglia contro gli Hishaku. Sumi è in grado di evocare una motocicletta da una pergamena e di guidarla con destrezza. La motocicletta ha anche una katana inguainata nella parte posteriore, che può essere rilasciata per l'uso premendo un pulsante.
Moku (杢?)
Un ninja di alta statura che incontra Hakuri e Uruha alla stazione ferroviaria insieme a Sumi e aiuta a radunare le truppe del tempio Senkutsuji quando gli Hishaku attaccano.

### Hishaku
Gli Hishaku (毘灼?, Hishaku) sono un gruppo di 10 stregoni d'élite responsabili dell'omicidio di Kunishige Rokuhira e del furto di sei delle sue Spade Incantate tre anni prima dell'inizio della storia, e sono quindi i principali obiettivi della vendetta di Chihiro. La loro competenza nella stregoneria è così grande che vengono paragonati a mostri. Il gruppo ha stretto contatti con molte altre organizzazioni e individui nel sottobosco criminale per promuovere i propri obiettivi. Dopo tre anni di preparazione, gli Hishaku danno inizio al loro piani attaccando Sanso, fortezze di proprietà dei Kamunabi che ospitano i portatori delle spade, con l'aiuto di un esercito di stregoni assoldati per assassinare i suddetti portatori, in modo che i loro contratti a vita con le rispettive spade vengano annullati e possano essere utilizzate da loro.
Yura (幽?)
Il capo degli Hishaku che orchestrò l'omicidio di Kunishige e il furto delle sue Spade Incantate, nel tentativo di impossessarsi della Spada Incantata Shinuchi, la più potente di tutte. Sostiene che tutto ciò che l'Hishaku ha fatto finora, incluso l'omicidio di Kunishige e il sostegno di innumerevoli organizzazioni criminali, è semplicemente per avere la possibilità di diventare il prossimo portatore della Shinuchi. A causa delle sue azioni, è l'acerrimo nemico di Chihiro e quindi il suo obiettivo primario di vendetta. Sembra essere sempre stato a conoscenza dell'esistenza di Chihiro e della sua ricerca di vendetta, dimostrando grande interesse per la sua "crescita". La sua stregoneria gli garantisce la capacità di creare e controllare la vita vegetale.
Hokuto (北斗?)
Un abile spadaccino che indossa abiti da samurai. La sua stregoneria consiste nel controllare cadaveri inanimati come marionette, ma è orgoglioso della sua abilità nell'uso della spada. Grazie alla sua stregoneria, ha preso parte all'omicidio di Kunishige. Ha anche assassinato Misaka, sebbene ne sia rimasto deluso poiché Misaka era l'ombra di se stesso rispetto a quanto accaduto durante la Guerra Seitei.
Hiruhiko (昼彦?)
Un membro degli Hishaku che viene inviato ad assassinare Uruha, portatore di Kumeyuri durante la guerra Seitei, e che incontra Chihiro mentre quest'ultimo lo protegge. È uno stregone giovane e disinvolto che ama combattere. Si interessa subito a Chihiro, sottolineando le somiglianze tra i due come avere la stessa età, essere prodigi nel combattimento e aver ucciso molte persone lungo il cammino. La sua stregoneria gli consente di creare la carta e modellarla in origami. Può controllare a distanza gli origami che crea e sono abbastanza affilati da trafiggere facilmente il corpo di qualcuno, oltre a essere abbastanza forti da trasportare qualcosa di piccolo, ma pesante come un pezzo di Datenseki. Diventa in seguito il nuovo possessore di Kumeyuri dopo che Uruha viene ucciso da Samura. Nonostante abbia perso la sua stregoneria a favore di Kumeyuri e il suo disinteresse per le tecniche appropriate di combattimento con la spada, il prodigioso istinto combattivo di Hiruhiko gli permette di adottare uno stile di spada non ortodosso, che utilizza entrambe le mani.
Kuguri (久々李?)
Un uomo che ama il brivido dell'uccidere. Kuguri è uno spadaccino incredibilmente abile, dedito all'arte tradizionale di imparare a usare la lama, e nutre rancore verso coloro, come Hiruhiko, che non la prendono sul serio. Porta con sé una delle Spade Incantate, credendo che come Sojo, debba farlo per creare un legame più profondo con la spada nonostante non abbia ancora un contratto con essa, una situazione che lui definisce un "amore non corrisposto". Kuguri nutre anche un'avversione per l'incoscienza di Hiruhiko, scoprendo che lui e Yura sono sorprendentemente simili in questo senso. Lui e Toto sono stati incaricati da Yura di catturare Iori. La sua magia gli permette di immagazzinare il calore e l'energia generati dai suoi movimenti nel tempo con capacità illimitata, per poi rilasciarli sotto forma di un'esplosione di calore proporzionale alla quantità accumulata. Poiché questa capacità è particolarmente utile dopo aver accumulato una grande riserva di energia, Kuguri tende a combattere usando solo la sua katana.
Toto (斗斗?)
Una giovane donna che può rintracciare le persone ingerendo il loro sangue o quello dei loro parenti. Toto accompagna Kuguri nella missione per recuperare Iori, che viene localizzata grazie a un campione del sangue di Samura prelevato durante l'attacco a Senkutsuji. Utilizza spesso l'abilità di teletrasporto collettivo delle fiamme degli Hishaku per salvare i suoi compagni da situazioni pericolose e tende a evitare il conflitto diretto.

### Clan Sazanami
Il Clan Sazanami (漣家?, Sazanami-ke) è un potente clan criminale di stregoni che sono i proprietari del Rakuzaichi, un'asta annuale che è un appuntamento fisso molto popolare nella malavita giapponese, e hanno amministrato questa asta per oltre 200 anni. 
Kyora Sazanami (漣 京羅?, Sazanami Kyōra)
Kyora è il severo padre di Hakuri e l'undicesimo capo del Clan Sazanami, che ha supervisionato l'asta del mercato nero Rakuzaichi per oltre 200 anni. Come capo clan, ha il controllo di una dimensione in cui può immagazzinare oggetti e persino persone, oltre a controllarne l'ambiente. Kyora si è dedicato completamente a garantire che l'asta Rakuzaichi continui a prescindere dal costo, ed è persino disposto a sacrificare i suoi stessi figli. Vede suo figlio Hakuri come un fallimento a causa della sua "mancanza di talento", permettendo alla sua famiglia di abusare di lui. Dopo aver ottenuto lo Shinuchi e la spada Enten da Chihiro per metterli all'asta, Chihiro, Hakuri e gli altri combattono al Rakuzaichi per fermare Kyora e recuperare le spade. Dopo essere stato ferito mortalmente da Chihiro, viene infine ucciso dal potere schiacciante della Shinuchi. La sua morte pone fine per sempre all'asta Rakuzaichi.
Soya Sazanami (漣 宗也?, Sazanami Sōya)
Soya è un membro del clan Sazanami e uno dei quattro membri delle forze speciali del clan note come To. È il fratello maggiore di Hakuri ed è incredibilmente possessivo nei suoi confronti, in quanto lo cerca ossessivamente dopo che Hakuri è stato esiliato dal clan. Era il prossimo in linea per succedere a Kyora come capo del clan. Sebbene normalmente descritto come freddo e calcolatore, Soya perde il controllo delle sue emozioni quando è vicino ad Hakuri. In un contorto senso di amore fraterno, Soya lo tormenta fisicamente e mentre inizialmente voleva riportare Hakuri a casa, l'alleanza di Hakuri con Chihiro fa sì che Soya decida di uccidere il fratello minore. Soya viene sconfitto da Hakuri dopo che quest'ultimo è riuscito a usare entrambe le magie di famiglia.
Tenri Sazanami (漣 天理?, Sazanami Tenri)
Tenri è il fratello minore di Hakuri e un membro del clan Sazanami e uno dei quattro membri delle forze speciali del clan note come To. È molto dedito alla protezione del padre e del Rakuzaichi, ed è specializzato nell'uso di armi a lama corta per il combattimento. Durante la lotta contro Chihiro e Shiba, Tenri usa uno strumento Datenseki per amplificare la sua stregoneria, ma poiché il Datenseki è instabile, il potere travolge Tenri e lo uccide.

### Altri personaggi
Kunishige Rokuhira (六平 国重?, Rokuhira Kunishige)
Kunishige è il defunto padre di Chihiro, che aveva una notevole reputazione come il più rinomato fabbro del suo paese, avendo forgiato sei katane estremamente potenti conosciute come le "Spade Incantate". Era l'unico che poteva controllare e imbrigliare il potere schiacciante del "Datenseki", il materiale usato per creare le spade, che furono determinanti nel porre fine alla Guerra Seitei. Dopo la fine della guerra, Kunishige fu nascosto al pubblico per proteggerlo. Mentre si nascondeva, ebbe un figlio, Chihiro, e forgiò la settima spada incantata, Enten. Quasi quindici anni dopo la guerra, Kunishige fu assassinato e le sue spade rubate dagli Hishaku.
Genichi Sojo (双城 厳一?, Sōjō Gen'ichi)
Genichi è uno dei più grandi nomi della malavita giapponese, ed è un importante commerciante di armi ed anche il leader di un gruppo di stregoni che inseguivano Char, così come il possessore della Spada Incantata  "Kuregumo", che manifesta l'energia spirituale sotto forma di nuvole e draghi di nuvola, e che gli stata donata dagli Hishaku. Sojo ha tentato a lungo di sfruttare gli elementi magici del Datenseki, il materiale di cui erano fatte le Spade Incantate, per creare armi e venderle. Dopo ripetuti fallimenti, rapì Char e sua madre, credendo che le loro capacità rigenerative avrebbero aiutato a stabilizzare il Datenseki. Sojo ammirava Kunishige e le lame che aveva creato, poiché considerava le lame strumenti perfetti per uccidere. Le ideologie di Chihiro e Sojo si manifestano durante il loro confronto a causa delle loro diverse convinzioni. Dopo essere stato ferito a morte da Chihiro nel loro duello, Sojo tentò di incanalare la sua energia in un pezzo di Datenseki, ma il rimbalzo di energia travolgente fa esplodere il laboratorio, uccidendolo.
Norisaku Madoka (円 法炸?, Madoka Norisaku)
Norisaku, noto anche come lo stregone Daruma, è uno stregone che dà la caccia a Char su incarico di Sojo, che detiene l'abilità di creare Daruma esplosivi usando la sua energia spirituale. Dopo la sconfitta per mano di Chihiro e Shiba, Norisaku decide di smettere di essere uno stregone e tenta di fare ammenda con la sua famiglia, ma viene ucciso da Sojo per aver rivelato informazioni a Chihiro e Shiba.
Seiichi Samura (座村 清市?, Samura Seiichi)
Samura è uno degli ultimi possessori delle Spade Incantate della Guerra Seitei, avvenuta diciotto anni prima dell'inizio della storia, con un contratto eterno con la spada Tobimune. È cieco ma ha un'eccezionale sensibilità con gli altri sensi, ed è per questo che è riuscito a riconoscere Chihiro come il figlio di Kunishige. Secondo Kunishige, Samura è il più veloce tra i possessori delle lame. Utilizza una tecnica di estrazione della spada che sfrutta l'ecolocazione attraverso i riverberi delle spade inguainate per valutare le dimensioni e la direzione dei suoi bersagli. Ha stretto un patto con gli Hishaku per uccidere i possessori delle spade sopravvissuti, in quanto crede che essi, incluso lui stesso, debbano morire come punizione per le loro azioni durante la guerra, che sono state nascoste al pubblico, pur progettando lo stesso di eliminare gli Hishaku. Samura è stato inoltre sposato e ha avuto una figlia, Iori. Tuttavia, dopo essere stato messo sotto la protezione dei Kamunabi, chiese ai Masumi di inscenare la morte di sua figlia in modo che potesse vivere una vita normale, non sotto la sorveglianza del Kamunabi, usando una stregoneria che avrebbe nascosto la sua identità persino a se stessa. Sebbene apparentemente uccida il suo studente Uruha, il suo vero obiettivo er rescindere il contratto maledetto di Uruha, resuscitandolo con il potere di Tobimune. Samura cerca di farsi carico del peso di tutti i portatori delle spade, sacrificandosi per porre fine al potere di Shinuichi. Dopo aver combattuto contro Chihiro, Samura riacquista la vista e decide di combattere al fianco di Chihiro, Iori e i Masumi contro gli Hishaku.
Yoji Uruha (潤羽 洋児?, Uruha Yōji)
Uno dei pochi possessori delle Spade Incantate rimasti dalla Guerra Seitei, con un contratto eterno con la lama Kumeyuri che gli è stata data da Kunishige diciotto anni prima dell'inizio della storia. Ammirava molto Kunishige ed era onorato di essere stato scelto come spadaccino. Inizialmente si rifiuta di credere che Kunishige avesse un figlio e apparentemente aveva perso la voglia di vivere dopo che il fabbro fu ucciso. Tuttavia, dopo aver incontrato Chihiro, riafferma la sua lealtà alla famiglia Rokuhira. Yoji è in grado di utilizzare la tecnica di estrazione Iai, essendo stato addestrato da Samura. Viene apparentemente ucciso dallo stesso Samura dopo che quest'ultimo gli ha rivelato il suo tradimento. Tuttavia, durante l'assalto di Hishaku al quartier generale del Kamunabi, Uruha si rivela vivo dopo aver protetto Hakuri dagli assassini affiliati agli Hishaku. Grazie alla rescissione del suo contratto con Kumeyuri, Uruha riacquista l'accesso alla sua stregoneria originale.
Iori Samura (座さ村むらイヲリ?, Samura Iwori)
La figlia di Samura che frequenta il liceo a Kyoto ed è al secondo anno. Iori ha un cuore coraggioso, e mette a rischio la sua vita per il suo compagno di classe Ikura quando la sua scuola viene attaccata da Kuguri. Sebbene i suoi ricordi di lui siano sigillati a causa dell'incantesimo dei Masumi, l'amore di Iori per suo padre, combinato con l'influenza della tecnica "Gufo" di Tobimune che abbraccia tutto il paese, fa sì che il sigillo sui suoi ricordi si indebolisca. Dopo aver visto Ikura in pericolo mentre cercava di aiutarla, il sigillo sui ricordi di Iori si è rotto completamente, rivelando che è una spadaccina addestrata nello stesso stile del padre.
Ibuki Misaka (巳坂 伊武基?, Misaka Ibuki)
L'originale possessore della spada Kuregumo, Ibuki era uno spadaccino impareggiabile considerato uguale in abilità a Samura. Insieme al fratello minore Natsuki, la coppia si dimostrò quasi invincibile in battaglia. Dopo la Guerra Seitei, Ibuki abbandonò l'arte della spada, ma la sua vita finì quando Hokuto degli Hishaku lo assassinò poco dopo la morte di Kunishige. Kuregumo passò cosi a Sojo.
Maestro spadaccino ( 剣聖けんせい?, Kensei)
Uno dei restanti detentori delle Spade Incantate con un contratto eterno con la spada Magatsumi (勾罪?), nota anche come Shinuchi (真打?), la più forte delle spade incantate. Secondo Yura, negli ultimi giorni della guerra, poco prima che venisse firmato un trattato di pace tra il governo giapponese e la nazione insulare contro cui stavano combattendo, il maestro scatenò la devastante abilità "Maledizione" sulla popolazione dell'isola, annientando oltre 200.000 cittadini quasi all'istante. Gli altri cinque utilizzatori riuscirono a fermarlo; tuttavia, il governo ha insabbiato questo incidente e lo ha etichettato come un eroe che ha salvato il Giappone da una grande minaccia. Sembra avere una connessione telepatica con la Shinuchi, poiché ha quasi preso il controllo di Kyora quando il banditore ha impugnato la spada nella sua lotta contro Chihiro. È il bersaglio degli Hishaku poiché Yura vuole impugnare lo Shinuchi. Un contratto maledetto inoltre, lega la vita degli altri possessori delle spde alla sua: se lui morisse, gli altri perirebbero con lui.

## Media

### Manga
L'opera, scritta e disegnata da Takeru Hokazono, ha iniziato la serializzazione sulla rivista Weekly Shōnen Jump nel numero 42 del 2023, uscito in Giappone il 18 settembre dello stesso anno.
In Italia la serie è stata annunciata durante il Lucca Comics & Games 2024 da Star Comics che la pubblica a partire dall'11 marzo 2025 nella collana Janku.

#### Volumi
| 1 | 2 febbraio 2024 | ISBN 978-4-08-883819-9 | 11 marzo 2025   | ISBN 978-88-226-5581-3 (ed. regolare) ISBN 978-88-226-5726-8 (ed. limitata) ISBN 978-88-226-5722-0 (ed. variant) |
| 1 | Capitoli - 1. Ciò che va fatto (すべきこと?, Subeki Koto) - 2. A mucchi (累累?, Ruirui) - 3. Testimone (目撃者?, Mokugekisha) - 4. Arti magiche e spade incantate (妖術と妖刀?, Yōjutsu to Yōtō) - 5. Il lauto pasto (ごちそう?, Gochisō) - 6. Pace e tranquillità (平穏?, Heion) - 7. Il segnale (狼煙?, Noroshi) - 8. Norisaku Madoka - Devo cambiare - (円 法炸 〜俺は変わるんだ〜?, Madoka Norisaku: Ore wa kawarunda) |                        |                 | |
| 1 | Trama Chihiro Rokuhira è il figlio di Kunishige Rokuhira, un rinomato fabbro che ha forgiato sei spade incantate che hanno avuto un ruolo determinante nel porre fine a un conflitto chiamato Guerra Seitei. Dopo che i Rokuhira sono stati attaccati da una banda criminale di stregoni chiamata Hishaku, che uccide Kunishige e ruba le spade, Chihiro, armato di una settima spada chiamata Enten, decide di vendicarsi. Chihiro e l'amico di famiglia Togo Shiba si dirigono a Tokyo per indagare sull'avvistamento di una spada. Lì incontrano Char Kyonagi, una bambina che afferma di aver visto l'arma. Chihiro e Shiba sono inizialmente titubanti nel crederle, ma entrambi si convincono quando vengono attaccati da Norisaku Madoka, uno stregone al servizio del boss criminale e produttore di armi Genichi Sojo, che è sulle tracce di Char ed è in possesso della spada Kuregumo. Chihiro sconfigge rapidamente Madoka e Shiba lo interroga. Chihiro e Char vengono nuovamente attaccati, poiché Sojo ha messo una taglia sulla loro testa. Chihiro scopre che Char è l'ultima sopravvissuta del clan Kyonagi, che è stato braccato fino quasi all'estinzione per via delle sue capacità rigenerative. I due vengono salvati da Azami, un vecchio amico di Kunishige e membro di un'organizzazione di stregoni affiliata al governo, il Kamunabi, che rivela a Chihiro che un'altra spada incantata, la Shinuchi, sarà messa all'asta annuale del mercato nero della malavita: il Rakuzaichi. Azami dissuade Chihiro dal combattere Sojo, e lui e Shiba se ne vanno poiché quest'ultimo è stato convocato dal quartier generale del Kamunabi, di cui è un ex membro. Tuttavia, Sojo, dopo aver ucciso Madoka per averlo tradito, attacca Chihiro e Char. |                        |                 | |
| 2 | 2 maggio 2024 | ISBN 978-4-08-883880-9 | 15 aprile 2025  | ISBN 978-88-226-5593-6 (ed. regolare) ISBN 978-88-226-5720-6 (ed. variant)                                       |
| 2 | Capitoli - 9. Enten contro Kuregumo (淵天vs刳雲?, Enten Bāsasu Kuregumo) - 10. Rapido (サクッっと?, Sakutto) - 11. Risvegliato (目覚め?, Mezame) - 12. Preparazione (支度?, Shitaku) - 13. Élite (精鋭?, Seiei) - 14. Onestà (本領?, Honryō) - 15. Riso (飯?, Meshi) - 16. Silenzio (沈黙?, Chinmoku) - 17. Tè (茶?, Cha) - 18. Ruggito (轟く?, Todoroku) |                        |                 | |
| 2 | Trama Sojo prende il sopravvento su Chihiro e Char viene rapita. Ricoverato in ospedale, Chihiro incontra le Forze Speciali Anti Kuregumo, una squadra di stregoni del Kamunabi incaricata di contrastare Sojo e la sua spada. Viene elaborato un piano: la squadra attaccherà Sojo mentre Chihiro si infiltrerà nella base di questi per salvare Char. Sojo intende riprendere a creare armi dal Datenseki, una sostanza tossica che Kunishige ha usato per creare le spade, poiché i precedenti tentativi sono falliti a causa della sua volatilità, e crede che le capacità rigenerative di Char possano stabilizzare il materiale. Mentre Sojo lascia la sua base, cade in un'imboscata della squadra Anti Kuregumo e si lancia in battaglia. Chihiro si infiltra nella base di Sojo e riesce a salvare Char. Sojo riesce a sconfiggere la squadra, lasciando solo due sopravvissuti. Con Char al sicuro, Chihiro e Sojo si affrontano in un duello finale. Nonostante la perdita di un braccio, Chihiro sconfigge Sojo e spezza Kuregumo. L'atto finale di Sojo, che fonde la sua stregoneria con il Datenseneki, provoca l'esplosione del materiale instabile, uccidendo Sojo e distruggendo la sua base, mentre Chihiro e gli altri scappano. In seguito, i capi del Kamunabi si riuniscono per discutere i risultati della missione. Poiché Kuregumo è ora in possesso di Chihiro, la cui esistenza era stata tenuta segreta fino a quel momento, i capi incaricano Hiyuki Kagari, la loro combattente più forte, di arrestare Chihiro. |                        |                 | |
| 3 | 4 luglio 2024 | ISBN 978-4-08-884116-8 | 13 maggio 2025  | ISBN 978-88-226-5595-0 (ed. regolare) ISBN 978-88-226-5721-3 (ed. variant)                                       |
| 3 | Capitoli - 19. Il cavaliere oscuro (闇の騎士?, Yami no Kishi) - 20. L'arma del Kamunabi (神奈備の武器?, Kamunabi no Buki) - 21. Indulgente (微温い?, Nurui) - 22. In perfetta parità (拮抗?, Kikkō) - 23. Il magazzino (蔵?, Kura) - 24. Cacciatori (狩人?, Karyūdo) - 25. Lo scambio (取引?, Torihiki) - 26. Fiducia (信頼?, Jishin) - 27. Mr. Inazuma (Mr.イナズマ?, Misutā Inazuma) |                        |                 | |
| 3 | Trama Lo Shinuchi, il capolavoro di Kunishige, è in vendita all'asta del mercato nero di Rakuzaichi, guidata dalla famiglia Sazanami. Nelle settimane successive alla morte di Sojo, Chihiro incontra Hakuri Sazanami, un membro del clan Sazanami esiliato a causa della sua inettitudine nella stregoneria. Hakuri vuole porre fine al Rakuzaichi, così si unisce alla causa di Chihiro per sottrarre lo Shinuchi ai Sazanami. Chihiro viene intercettato da Hiyuki, che brandisce l'Osso di Fuoco degli Affamati, una potente stregoneria al livello delle Spade Incantate, a cui Chihiro riesce a sfuggire con l'aiuto di Hakuri. Grazie alle informazioni di Hakuri, Chihiro e Shiba si infiltrano nella tenuta Sazanami e affrontano Kyora Sazanami, padre di Hakuri e patriarca del clan. Dopo un fallito tentativo di recuperare la Shinuchi dal magazzino dei Sazanami, Chihiro e Shiba vengono attaccati dai To, i quattro migliori combattenti dei Sazanami, e Chihiro è costretto a consegnare Enten in cambio della vita di Hakuri. Con Enten ora conservata nel magazzino, Chihiro riesce ad attivare a distanza la spada, che usa per esplorare lo spazio e raccogliere informazioni dall'interno. Il giorno del Rakuzaichi, Chihiro si presenta sul luogo con il braccio destro guarito e armato con i resti di Kuregumo. |                        |                 | |
| 4 | 4 ottobre 2024 | ISBN 978-4-08-884209-7 | 15 luglio 2025  | ISBN 978-88-226-5845-6                                                                                           |
| 4 | Capitoli - 28. La breccia (突破口?, Toppakō) - 29. Selezione (取捨?, Shusha) - 30. Intrusi (乱入者?, Rannyūsha) - 31. Convenevoli (挨拶?, Aisatsu) - 32. La parete (選別?, Senbetsu) - 33. Fino all'ultimo uomo (死守?, Shishu) - 34. Dovere (役目?, Yakume) - 35. Gabbia (檻?, Ori) - 36. Talenti (天才達?, Tensai-tachi) - 37. Alla pari (対等?, Taitō) |                        |                 | |
| 4 | Trama Chihiro, Shiba e Hakuri si infiltrano nel locale del Rakuzaichi per raggiungere il cimitero di Sazanami nel seminterrato, dove si trova una porta che conduce al magazzino. Chihiro affronta Hiyuki e stringe una tregua per porre fine al Rakuzaichi e recuperare la Shinuchi. Nel frattempo, Hakuri e Shiba affrontano il To: Hakuri distrae il fratello maggiore Soya e corre da Chihiro, mentre Shiba si occupa degli altri tre membri. Prima che i due si uniscano a Chihiro, questi si trova faccia a faccia con Yura, il capo degli Hishaku, che anche senza usare la stregoneria è in grado di respingerlo senza sforzo. Yura spiega di aver messo all'asta la Shinuchi per poterla impugnare, e che vuole valutare i "semi di odio" che ha seminato in Chihiro quando Kunishige è stato ucciso. Chihiro si rende conto che Kuregumo non ha più molta energia e decide di riunirsi ad Hakuri, il quale riesce a lanciare Isou, la principale stregoneria del clan Sazanami, che crea onde d'urto, infliggendo gravi danni a Soya. Hakuri decide di affrontare il fratello di persona, mentre Chihiro si reca da Shiba. Sebbene inizialmente sconfitto dal fratello, Hakuri risveglia l'altro potere dentro di sé: il suo stesso magazzino. La perseveranza di Hakuri gli permette infine di sconfiggere Soya. Nel seminterrato, Tenri, il fratello minore di Hakuri e il membro più giovane dei To, ottiene un'arma datenseki da suo padre e si scontra con Shiba e Chihiro prima di soccombere agli effetti della pietra e morire. Ricongiungendosi con Hakuri, i tre uomini scoprono che la porta del magazzino era stata precedentemente distrutta da Kyora. Grazie al risveglio di Hakuri, questi riesce a mandare Chihiro al magazzino, dove usa il potere rimasto di Kuregumo per recuperare Enten.                                                             |                        |                 | |
| 5 | 4 dicembre 2024 | ISBN 978-4-08-884348-3 | 28 ottobre 2025 | ISBN 978-88-226-6181-4 (ed. regolare) ISBN 978-88-226-6442-6 (ed. variant)                                       |
| 5 | Capitoli (traduzioni letterali dei titoli) - 38. Gara (競合?, Kyōgō) - 39. Sorpasso!! (超えろ!!?, Koero!!) - 40. Estremità (一端?, Ippashi) - 41. Entusiasta (熱狂?, Nekkyō) - 42. Tutto (全部?, Zenbu) - 43. Adempiere (全う?, Mattō) - 44. Chiusura (閉幕?, Heimaku) - 45. Cosa arriva dopo (これからの話く?, Korekara no hanashi) - 46. Bastardo egoista (勝手な野郎?, Kattena Yarō) |                        |                 | |
| 5 | Trama Chihiro e Hakuri sconfiggono Kyora, che, nonostante le ferite, fa un ultimo disperato tentativo per assicurarsi che il Rakuzaichi proceda: usare lui stesso la Shinuchi, sebbene farlo sarebbe impossibile, visto che i contratti eterni delle spade ne consentono l'uso da una sola persona alla volta. Lontano dall'asta, Yura rivela che questo era il suo piano fin dall'inizio: usare Kyora come cavia per vedere cosa succederebbe se qualcuno usasse la Shinuchi mentre il suo possessore originale è ancora vivo. Kyora si alza con la Shinuchi in mano mentre sia lui che Chihiro percepiscono la presenza di qualcuno che invade la mente di Kyora, ovvero il possessore originale della spada. Hiyuki appare per combattere Kyora al fianco di Chihiro, ma tutti e tre finiscono fuori dal magazzino con molte persone ancora dentro. Nonostante le proteste di Shiba, Hakuri rimanda Chihiro nel magazzino per salvare tutti coloro intrappolati li, mentre Kyora si aggrappa a stento all'influenza della Shinuchi. Chihiro riesce a salvare tutti appena in tempo, tornando dall'interno del magazzino proprio mentre Kyora muore. Nei suoi ultimi istanti, Kyora riflette sulla sua vita e ammette di aver trattato Hakuri in modo sbagliato. Mentre la sala dell'asta crolla a causa dello scontro, la tregua tra Chihiro e Hiyuki giunge al termine. Turbato dal potere distruttivo della Shinuchi, Chihiro consegna lo spada ai Kamunabi, ma chiede di unirsi all'organizzazione invece di consegnare anche Enten. L'incontro fra Chihiro e i capi del Kamunabi viene interrotto dalla notizia che gli Hishaku stanno prendendo di mira i portatori delle spade sotto la tutela del Kamunabi. Il leader dell'organizzazione acconsente alle richieste di Chihiro e manda lui e Hakuri a proteggere Yoji Uruha, uno dei portatori.                           |                        |                 | |
| 6 | 4 marzo 2025 | ISBN 978-4-08-884399-5 | —               | — |
| 6 | Capitoli (traduzioni letterali dei titoli) - 47. Uruha (漆羽?) - 48. La squadra Kokugoku Yukemuri (国獄 湯煙スクワッド?, Kokugoku Yukemuri Sukuwaddo) - 49. Equilibrio (均衡?, Kinkō) - 50. Intercettazione (迎撃?, Geigeki) - 51. Samura (座村?) - 52. Noi due soltanto (2人きり?, Futari Kiri) - 53. Oscurità (暗がり?, Kuragari) - 54. Amicizia (友情?, Yūjō) - 55. Lottare a fianco (共闘?, Kyōtō) - 56. Alba (夜更け?, Yofuke) |                        |                 | |
| 6 | Trama Chihiro e Hakuri incontrano Yoji Uruha, l'attuale possessore della spada incantata Kumeyuri, mentre fuggono su un treno. Alla fermata successiva, il loro carro viene intercettato da Hiruhiko, un giovane membro degli Hishaku. Per proteggere la vita di Uruha, Chihiro salta fuori dal treno con Hiruhiko, e la lotta contro Hiruhiko e i suoi stregoni assoldati li porta a interrompere uno spettacolo kabuki. A teatro, Chihiro uccide i rinforzi di Hiruhiko e gli taglia entrambe le braccia mentre il pubblico fugge. Sentendo un'affinità con Chihiro dovuta alla loro età simile e al loro passato sanguinoso, Hiruhiko inizia a rivelare informazioni sugli Hishaku e sui loro piani. Nel frattempo, Hakuri e Uruha arrivano al tempio Senkutsuji, dove incontrano Seiichi Samura, spadaccino cieco che impugna la spada incantata Tobimune, nonché maestro dello Stile della Purezza Bianca Iai e mentore di Uruha, ma vengono presto attaccato da altri stregoni mercenari al soldo degli Hishaku. I Masumi, un gruppo di tre ninja fedeli al Kamunabi ed esperti nel combattere al fianco di Samura, si uniscono alla battaglia e tentano di sacrificarsi per salvare la vita di Samura. Mentre la battaglia a Senkutsuji raggiunge il suo culmine, Hakuri trasporta Tobimune da Samura, che usa il suo potere per uccidere rapidamente gli invasori. |                        |                 | |
| 7 | 2 maggio 2025 | ISBN 978-4-08-884413-8 | —               | — |
| 7 | Capitoli (traduzioni letterali dei titoli) - 57. Collasso (崩壊?, Hōkai) - 58. Riunione (再開?, Saikai) - 59. Oscuramento (暗転?, Anten) - 60. Resurrezione (黄泉がえり?, Yomigaeri) - 61. Battaglia notturna (夜戦?, Yasen) - 62. Iori (イヲリ?, Iwori) - 63. Inseguimento in auto (車追跡?, Kuruma tsuiseki) - 64. Diventa il samurai (ビカム侍?, Bikamu samurai) - 65. Imitare (見真似?, Mi mane) |                        |                 | |
| 7 | Trama Mentre lasciano il tempio in rovina, Samura si rivolta improvvisamente contro Uruha e lo uccide con Tobimune. Si scopre che Samura ha stretto un patto con gli Hishaku: uccidere tutti i portatori delle spade, consegnargli le armi e uccidere il possessore della Shinuichi, dopodiché Samura e gli Hishaku combatteranno fino alla morte. Tornati al teatro kabuki, Hiruhiko fugge da Chihiro e stipula un nuovo contratto con i Kumeyuri, e Chihiro viene trasportato a Senkutsuji dalla stregoneria di Hakuri prima che possa reagire. Sconvolto dal tradimento di Samura, lo attacca, ma questi lo abbatte con un solo colpo, e tenta di prendere Enten, ma Shiba interviene. Samura fugge e usa la tecnica "Gufo" in tutto il Giappone per rilevare l'uso delle spade. Sebbene sia stato confermato deceduto, Chihiro si risveglia e si unisce ai Masumi, che rivelano che Samura ha una figlia di nome Iori, su cui hanno lanciato un incantesimo che fa dimenticare a tutti, compresa lei stessa, la sua parentela con il padre, ma gli Hishaku vogliono usarla come merce di scambio contro Samura. I Masumi portano Iori dalla sua scuola all'hotel del massacro di Kyoto, mentre Chihiro mira a migliorare la sua abilità nella spada usando lo stile Iai della purezza bianca contro Kuguri, un membro degli Hishaku e spadaccino provetto. Sotto il velo magico dell'hotel, Chihiro decide di raccontare a Iori di suo padre e giura di proteggerla. |                        |                 | |
| 8 | 4 luglio 2025 | ISBN 978-4-08-884566-1 | —               | — |
| 8 | Capitoli (traduzioni letterali dei titoli) - 66. Verità (真実?, Shinjitsu) - 67. Hotel del massacro di Kyoto (ザ殺戮ホテル?, Za satsuriku Hoteru) - 68. Metamorfosi (変幻?, Hengen) - 69. Il ragazzo con la cicatrice (傷ノ男?, Kizu no otoko) - 70. Stile purezza bianca Iai (居合白禊流?, Iai byakkei-ryū) - 71. Concorrenza (勝負?, Shōbu) - 72. Futuro (未来?, Mirai) - 73. Alba (黎明?, Reimei) - 74. Alba (夜明け?, Yoake) |                        |                 | |
| 8 | Trama Quando Chihiro racconta a Iori di suo padre, i suoi ricordi cominciano gradualmente a riaffiorare, Iori decide che vuole dimenticare la verità, ma sia lei che Chihiro vengono attaccati da Hiruiko, che ha ucciso il direttore dell'hotel e gran parte del personale. Mentre Chihiro e Hiruiko combattono, Ikura, un compagno di classe di Iori, entra nell'hotel per aiutarla. Il sigillo sui ricordi di Iori si disintegra completamente quando la ragazza realizza di voler proteggere la vita di persone come Ikura, e maneggia con maestria una spada per bloccare un attacco diretto a lui. Chihiro osserva l'uso dello Stile della Purezza Bianca Iai da parte di Iori e capisce come perfezionarne l'uso, e sferra un colpo a Hiruhiko. Nel frattempo, Iori rivede i suoi ricordi sigillati: quando aveva 8 anni, sua madre si ammalò improvvisamente e morì. Samura iniziò a prendersi cura di lei e i due si avvicinarono. Un giorno, Yura rivelò a Samura informazioni sulla Guerra Seitei che avrebbero dovuto essere tenute nascoste al pubblico: la guerra iniziò quando una piccola nazione insulare di umani dotati di Datenseki attaccò il Giappone, e le spade incantate furono create per difendersi dall'invasione. Dopo la firma di un trattato di pace, il maestro spadaccino usò la Shinuichi per uccidere 200.000 abitanti della nazione. I Kamunabi nascosero queste informazioni al pubblico, ma gli Hishaku iniziarono a distribuire opuscoli, il che causò un'indagine pubblica sulla famiglia di Samura. Per proteggere Iori dalle molestie, assunse i Masumi per lanciarle un incantesimo e mandarla a vivere con sua zia. Tornati al presente, Iori esprime il desiderio di incontrare di nuovo suo padre, e Chihiro impugna di nuovo Enten. Hiruhiko segue l'esempio con Kumeyuri, e Samura appare in cielo, dopo aver individuato le spade. |                        |                 | |
| 9 | 3 ottobre 2025 | ISBN 978-4-08-884653-8 | —               | — |

#### Capitoli non ancora in formatotankōbon
I seguenti capitoli sono apparsi sulla rivista Weekly Shōnen Jump in Giappone ma non sono ancora stati stampati in formato tankōbon.
Questa lista è suscettibile di variazioni e potrebbe essere incompleta o non aggiornata.

- 75. Illusione (幻想?, Gensō)
- 76. Banchetto (宴?, En)
- 77. Non più rilevante (蚊帳の外?, Kaya no soto)
- 78. Scambio (交代?, Kōtai)
- 79. Minaccia!! (曲者!!?, Kusemono!!)
- 80. Stanza segreta (密室?, Misshitsu)
- 81. Nucleo (主しゅ力?, Shuryoku)
- 82. Enten VS Tobimune (淵天VS飛宗?, Enten VS Tobimune)
- 83. L'Enten (淵天?)
- 84. I feriti (傷の者たち?, Kizu no monotachi)
- 85. Aprire (開く?, Hiraku)
- 86. Accelerazione (胎動?, Taidō)
- 87. Fantasmi (七霊ななれい?, Nanarei)
- 88. Il primo passo (皮切り?, Kawagiri)
- 89. Chaos di battaglia (乱戦?, Ransen)
- 90. Kiri (斬ちゃん?)

### Anime
Il 2 dicembre 2024, Toyo Keizai Online ha riferito che Kagurabachi riceverà un adattamento anime da CygamesPictures, attraverso una produzione congiunta di CyberAgent e Shochiku.

## Accoglienza
Già da prima dell'uscita del suo primo capitolo il manga ha suscitato interesse tra i lettori su Internet, e il primo capitolo ha ottenuto più di 200.000 visite su Shōnen Jump+ nel corso di un solo giorno e 500.000 dopo una settimana, posizionandosi al 2º posto nella classifica di Manga Plus superando altri manga di successo come Jujutsu kaisen - Sorcery Fight, Chainsaw Man, My Hero Academia, Dragon Ball Super e Spy × Family.
Ad aprile 2024, il manga conta 200.000 copie in circolazione con 2 volumi.
A giugno 2024, il manga conta 350 000 copie in circolazione con 3 volumi e ad agosto 2024 ne conta 600 000.
La serie vince ai Next Manga Award del 2024 nella categoria cartacea.